# Ana María Blázquez Morilla
Ana María Blázquez Morilla (Valencia) es doctora en Geografía Física, española, graduada en la Universitat de València. Acreditada como Profesora Titular de Universidad por la ANECA, está contratada como PDI en el Grado de Ciencias del Mar de la Universidad Católica de Valencia desde el 2008, donde imparte asignaturas como Sistemas de Información Geográfica, Geomorfología litoral, Sedimentología, Espacios Protegidos, Planificación y Gestión Litoral, etc. Fue Secretaria del Departamento de Ciencias Aplicadas y Tecnológicas (2010-2018) y Coordinadora de Investigación de la Facultad de Veterinaria y Ciencias Experimentales (2016-2018). En la actualidad, y desde el 2018, es Vicedecana del Grado en Ciencias del Mar de la Universidad Católica de Valencia. Entre el 2011 y 2015 impartió también docencia en la Facultad de Psicología, Magisterio y Ciencias de la Educación, donde se encargó de asignaturas relacionadas con la didáctica de las Ciencias, así como en varios Másteres Universitarios. Entre el 2004 y 2009 fue profesora Asociada del Departamento de Geografía de la Universitat de València en los Grados de Geografía y Medio Ambiente y de Ciencias Ambientales.  
Entre el 2001 y el 2008 trabajó en una consultoría como Técnico Superior en el Departamento de Medio Ambiente, los 3 últimos como Directora de Departamento, desarrollando informes técnicos de Estudios de Impacto Ambiental, Estudios de Integración Paisajística, Deslindes de Dominio Público de la Zona Marítimo Terrestre y otros proyectos ligados al Medio Ambiente. Desde el 2001 y hasta el 2003 estuvo vinculada a la empresa a través del Programa IDE (IDE2001-0701) Torres Quevedo. 
Es Investigadora Principal de un Grupo de Investigación en la UCV denominado “Geomorfología costera y Medio Ambiente” dedicado especialmente a estudios paleoambientales y medioambientales. Tiene más de 90 aportaciones científicas publicadas en revistas de índole nacional e internacional (JCR) y tiene reconocidos 3 tramos de investigación (Sexenios) por la CNEAI. Dirige actualmente dos tesis doctorales, en colaboración con miembros de la Universitat de València y ha dirigido dos tesis doctorales, así como más de una treintena de Trabajos de Investigación. Ha participado en 30 proyectos de investigación, en 6 de los cuales en calidad de Investigadora Principal y ha sido Investigadora Principal en 6 proyectos con organismos públicos. Ha sido miembro del Comité Organizador de un simposio nacional y del Comité Científico de 3 simposios internacionales. Es miembro de la Comisión Académica del Programa de Doctorado "Ciencias de la Vida y del Medio Natural" de la Universidad Católica de Valencia desde 2017, del cual fue Coordinadora Adjunta en el curso 2016-2017.